# Доронін Василь Іванович
Василь Іванович Доронін (нар. ? — пом. ?) — радянський профспілковий діяч, секретар Всеукраїнської ради профспілок.  Член ЦК КП(б)У в листопаді 1927 — червні 1930 р. Член Організаційного бюро ЦК КП(б)У в листопаді 1927 — червні 1928 р. Член ВУЦВК.

## Біографія
Член РСДРП(б) з 1915 року.
Перебував на відповідальній партійній та профспілковій роботі на Донбасі.
У березні 1927 — 1928 року — секретар Всеукраїнської ради професійних спілок (ВУРПС), секретар комуністичної фракції ВУРПС.
Подальша доля невідома.